# سیارک ۳۱۷۹
سیارک ۳۱۷۹ (به انگلیسی: 3179 Beruti، نامگذاری:1962FA) سه هزار و صد و هفتاد و نهمین سیارک کشف شده‌است که در ۳۱ مارس ۱۹۶۲ کشف شد.
قدر مطلق سیارک برابر ۱۱٫۹۰ است.